# Wometo
Wometo ist ein Dorf im westafrikanischen Staat Benin. Es liegt im Departement Zou und gehört verwaltungstechnisch zum Arrondissement Kpédékpo, welches wiederum der Gerichtsbarkeit der Kommune Zagnanado untersteht. 
Südlich der Siedlung fließt der Ouémé, nordöstlich liegt ein See.